# ConceptDraw MINDMAP
ConceptDraw MINDMAP ist eine proprietäre Mind-Mapping- und Brainstorming-Software, die von CS Odessa für die Betriebssysteme Microsoft Windows und Apple macOS entwickelt wurde.
Die Mind-Mapping Methode des visuellen Denkens wurde in den 1960er Jahren von Tony Buzan erfunden.
Neben der traditionellen Praxis handgezeichneter Mindmaps Es gibt eine Reihe spezieller Mind-Mapping Software, die häufig zum Erstellen von Mind-Maps für geschäftliche Zwecke, Projektmanagement und Wissensmanagement verwendet wird.
Die erste Version von ConceptDraw MINDMAP wurde 2001 veröffentlicht. Seit 2008 ist es Teil des ConceptDraw OFFICE Softwarepaket für Windows und macOS.

## Dateiformate
- CDMZ – ConceptDraw MINDMAP-Dokument
- CDMM – ConceptDraw MINDMAP v5 und früheres Dokument
- CDMTZ – ConceptDraw MINDMAP-Vorlage

## Plattformübergreifende
ConceptDraw MINDMAP ist Plattformübergreifende Software, wenn es auf den Betriebssystemen macOS und Windows ausgeführt wird: Dateien, die auf einem Computer mit macOS erstellt wurden, können auf einem Windows-Computer geöffnet und bearbeitet werden und umgekehrt. Die Endbenutzer-Lizenzvereinbarung des Entwicklers ermöglicht eine plattformübergreifende Installation mit einer einzigen Lizenz.

## Exportieren/Importieren
Die Verwendung eines standardmäßigen Dateiformats ermöglicht den Dateiaustausch zwischen Mindmaps, Projektdateien und Diagrammen. ConceptDraw MINDMAP kann OPML-Dateien, Textgliederungen, MS Project, MS Word und MS-PowerPoint-Dateien sowie einige Mindmapping-Formate importieren, wie MindManager, XMind und FreeMind.
Zu den Exportoptionen gehören auch MS Project, MS Word, MS PowerPoint und MindManager sowie Adobe PDF, HTML, MP4 und eine Vielzahl von Grafikformaten.
Durch die Plug-ins ist ConceptDraw MINDMAP kompatibel mit Twitter, Evernote, MS Outlook und MS OneNote. Die integrierte Möglichkeit, Mindmaps in einem der folgenden Onlinedienste zu speichern: OneDrive, Google Drive und Dropbox ermöglicht die weitere gemeinsame Bearbeitung von Mindmaps.